# Isch (Kama)
Die Isch (russisch Иж; udmurtisch Оӵ; tatarisch Иж/İj) ist ein 259 km langer, rechter Nebenfluss der Kama im europäischen Teil Russlands. 

## Verlauf
Die Isch entspringt im Zentrum der Republik Udmurtien zwischen den Dörfern Malije und Bolschije Oschworzy. Von dort fließt sie in zunächst südlicher und südwestlicher Richtung durch die waldreiche Landschaft.
Nach der Einmündung des Flüsschens Ljuk wendet sie sich nach Südosten und wird kurz darauf zum Ischewsker Teich (russisch Ижевский пруд) aufgestaut. Dieser rund 24 km² große Stausee wurde zwischen 1760 und 1763 für die Wasserversorgung der Eisenhütte des neugegründeten Ischewsk angelegt. Heute dient er der Trink- und Brauchwassergewinnung.
Nachdem sie Ischewsk durchflossen hat, fließt die Isch in vorwiegend südliche Richtungen durch eine nun vermehrt landwirtschaftlich genutzte Region. In diesem Bereich mändriert sie sehr stark und bildet zahlreiche Altarme aus. Bei Agrys überquert sie die Grenze zur Republik Tatarstan. Sie folgt nun weitgehend der Grenze zwischen Udmurtien und Tatarstan, markiert diese streckenweise sogar, wechselt aber auch mehrmals zwischen den beiden Republiken hin und her.
Nach der Einmündung des Kyrykmas wendet sie sich nach Südwesten und erreicht kurz darauf die zum Nischnekamsker Stausee aufgestaute Kama.

## Hydrologie und Schiffbarkeit
Die Isch ist in ihrem Unterlauf während der eisfreien Zeit von Anfang/Mitte April bis Anfang/Mitte November schiffbar. Auf das einige Tage dauernde Brechen des maximal 50–70 cm dicken Eises folgt das durch die Schneeschmelze ausgelöste Frühjahrshochwasser, das rund 60 % des jährlichen Abflusses liefert. Am Ausfluss des Ischewsker Teiches werden dann 200–250 m³/s Abfluss gemessen.
Meist im Sommer werden die jährlichen Abflussminima gemessen, die sich um 1,5–2 m³/s bewegen. Der Jahresgesamtabfluss der Isch beträgt 260–280 Millionen m³, zwischen 140 und 180 Millionen davon während der Frühlingshochwässer.
Unterhalb von Ischewsk ist der Fluss zwischen 22 und 28 m breit und 0,9–2,5 m tief. Bei Niedrigwasser beträgt die Fließgeschwindigkeit durchschnittlich 0,12–0,15 m/s.